# 北仑港站
北仑港站是中国浙江省宁波市北仑区一座三等货运铁路车站，为北仑支线终点站，建成于1990年8月30日。车站位于新碶街道北极星路178号，距北仑站4千米，区间尚未电气化。车站面积10.9万平方米，设有2个货运站场，装卸线10条，设计年到发作业量78万标准箱。车站现归属宁波舟山港股份有限公司与中铁联合国际集装箱有限公司合资创立的中铁联合国际集装箱宁波北仑有限公司经营管理。